# KK Estrella Roja de Belgrad
El KK Estrella Roja de Belgrad (en serbi: Košarkaški klub Crvena zvezda / Кошаркашки клуб Црвена звезда) és la secció de bàsquet del club poliesportiu Estrella Roja de la ciutat de Belgrad a Sèrbia. L'equip participa a la Lliga Adriàtica de bàsquet i en l'Eurolliga de bàsquet.
L'equip femení és conegut com ŽKK Estrella Roja o ŽKK Crvena zvezda (Ženski košarkaški klub Crvena zvezda)

## Història
És el primer club de bàsquet de Belgrad, i de Sèrbia en general, en nombre de títols aconseguits, per davant del KK Partizan, amb el qual manté una dura rivalitat esportiva. No obstant això, l'Estrella Roja ha aconseguit menys èxits internacionals que el Partizan, a l'haver només conquistat una Recopa d'Europa de bàsquet, el 1974, malgrat haver disputat dos finals més de la Recopa i dos finals de la Copa Korac.

## Palmarès masculí
- Recopa d'Europa
  - Campions (1): 1973-74
  - Finalistes (2): 1971-72, 1974-75
- Copa Korać
  - Finalistes (2): 1983-84, 1997-98
- Lliga Adriàtica
  - Campions (4): 2014-15, 2015-16,[1] 2016-17, 2018-19
  - Finalistes (2): 2012-13, 2017-18
- Supercopa Adriàtica
  - Campions (1): 2018
- Lliga sèrbia
  - Campions (5): 2014–15, 2015-16, 2016-17, 2017-18, 2018-19
  - Finalistes (5): 2006–07, 2008–09, 2011–12, 2012–13, 2013-14
- Copa sèrbia
  - Campions (4): 2012-13, 2013-14, 2014-15, 2016-17
  - Finalistes (5): 2008–09, 2011–12, 2017-18, 2018-19, 2019-20
- Lliga serbo-montenegrina
  - Campions (3): 1992-93, 1993-94, 1997-98
  - Finalistes (1): 2005–06
- Copa serbo-montenegrina
  - Campions (2): 2003-04, 2005-06
  - Finalistes (1): 1993–94
- Lliga iugoslava
  - Campions (12): 1946, 1947, 1948, 1949, 1950, 1951, 1952, 1953, 1954, 1955, 1969, 1972
  - Finalistes (7): 1959, 1969–70, 1972–73, 1983–84, 1984–85, 1986–87, 1989–90
- Copa iugoslava
  - Campions (3): 1970–71, 1972–73, 1974–75
  - Finalistes (2): 1973–74, 1989–90

## Palmarès femení
- Copa d'Europa
  - Campiones (1): 1978-79
  - Finalistes (2): 1980-81
- Lliga Adriàtica
  - Finalistes (1): 2013–14
- Lliga sèrbia
  - Campiones (5): 2016–17, 2017–18, 2018–19
- Copa sèrbia
  - Campiones (3): 2016, 2017, 2019
- Lliga serbo-montenegrina
  - Campiones (3): 1992–93, 1995–96, 2003–04
- Copa serbo-montenegrina
  - Campiones (4): 1994, 1995, 2003, 2004
- Lliga iugoslava
  - Campiones (25): 1946, 1947, 1948, 1949, 1950, 1951, 1952, 1953, 1954, 1955, 1956, 1957, 1958, 1959, 1960, 1963, 1973, 1976, 1977, 1978, 1979, 1980, 1981, 1989, 1992
- Copa iugoslava
  - Campiones (6): 1973, 1974, 1976, 1979, 1981, 1992

## Jugadors històrics
| - Nemanja Bjelica - Zlatko Bolić - Vladimir Cvetković - Ladislav Demšar - Tadija Dragićević - Aleksandar Gec - Milan Gurović - Nebojša Ilić - Slobodan Janković - Dragan Kapičić - Vladimir Kuzmanović - Marko Kešelj - Rastko Cvetković - Luka Pavićević - Dragan Lukovski - Aleksandar Đurić - Nebojša Popović - Branislav Prelević - Ljubodrag Simonović - Zoran Slavnić - Ljupče Žugić | - Borislav Stanković - Saša Obradović - Vladimir Radmanović - Zoran Radović - Vuk Radivojević - Igor Rakočević - Jovo Stanojević - Predrag Stojaković - Dragan Tarlać - Milenko Topić - Aleksandar Trifunović - Rajko Žižić - Nemanja Nedović - Oliver Stević - Vladan Vukosavljević - Igor Milošević - Vladimir Štimac - Branko Jorović - Petar Popović - Miloš Vujanić - Vlade Divac | - Filip Videnov - Pero Antić - Vrbica Stefanov - Milko Bjelica - Goran Jeretin - Omar Cook - Obinna Ekezie - Tunji Awojobi - Charles Smith - Gerrod Henderson - Ricardo Marsh - Larry O'Bannon - Scoonie Penn - Elton Brown - Mike Taylor - Omar Thomas - Andrew Wisniewski |

### Jugadors a l'NBA Draft
- Igor Rakočević - 2 ronda, 51 del total en 2000, seleccionat pels Minnesota Timberwolves
- Tadija Dragićević - 2 ronda, 53 del total en 2008, seleccionat pels Utah Jazz
- Nemanja Bjelica - 2 ronda, 35 del total en 2010, seleccionat pels Washington Wizards
- Luka Mitrović - 2 ronda, 60 del total en 2015, seleccionat pels Philadelphia 76ers
- Jonah Bolden - 2 ronda, 36 del total en 2017, seleccionat pels Philadelphia 76ers